# Evenkifolkets autonoma baner
Evenkifolkets autonoma baner är ett autonomt baner för evenkifolket som lyder under förbundet Hulunbuir i den autonoma regionen Inre Mongoliet i nordöstra Kina.